# 大庭宗一の博多熱風塾
大庭宗一の博多熱風塾（おおばそういちのはかたねっぷうじゅく）は2000年4月25日から2022年3月27日まで、RKB毎日放送（RKBラジオ）で放送されたトーク番組である。

## 番組概要
- 週ごとにテーマを決めて、それに関するトークで番組が進行する。2019年現在では、2・3週目に平和台球場と西鉄ライオンズの話題、最終週はオールリクエストが中心。
- 番組の後半ではたまにゲストが登場することもある。
- 平日放送時代、金曜日はリスナーからのお便りを元にして放送していたほか、年に数回、スペシャル番組として放送することもある。
- 番組の後半には「宗一の明日への一言」という、大庭宗一が独自の格言を言うコーナーがあり、この格言を収録した本が福岡限定で出版している。

## 放送時間
- 日曜日 19:00～20:00（JST。2010年4月～2022年3月27日）

ただし、日曜日にRKBエキサイトホークス（ナイター中継）が放送される場合は時間が変更(18時試合開始時に15:55～16:55)される。

### 過去の放送時間
- 月曜日～金曜日 23:00～23:20(JST)
- 月曜日～金曜日 23:25～23:50(JST)

## パーソナリティ
- 大庭宗一
- 富永倫子（2002年5月～）

富永倫子が欠席のときは、他のRKBアナウンサーが代わりに出演する。

### 過去のパーソナリティ
- 坂口卓司

## スポンサー
- 西日本鉄道

### 過去のスポンサー
- NTTドコモ